# Charles-Julien Lioult de Chênedollé

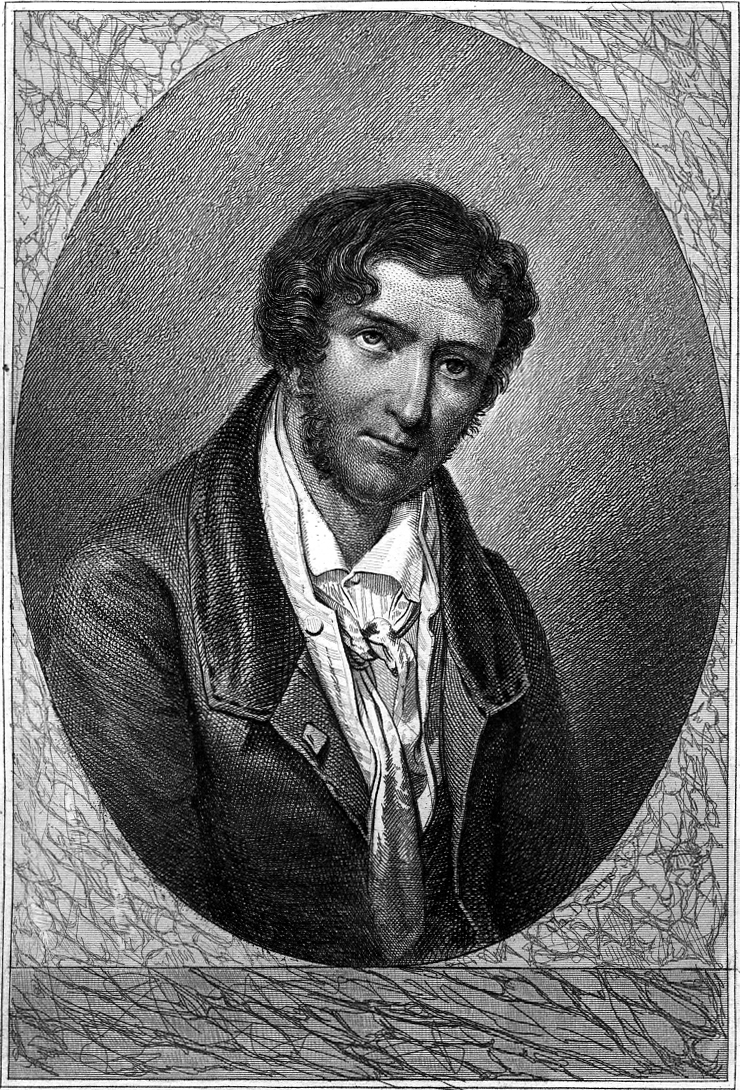
Chênedollé

Charles-Julien Lioult de Chênedollé (* 4. November 1769 in Vire; † 2. Dezember 1833 in Burcy) war ein französischer Dichter.

## Leben und Werk
Charles-Julien Lioult de Chênedollé wuchs in der Normandie auf. Er absolvierte das Gymnasium der Oratorianer in Juilly (Seine-et-Marne). 1791 verließ er Frankreich und kämpfte in der Armee der Emigranten. Mitte des Jahrzehnts lernte er in Hamburg Antoine de Rivarol und Friedrich Gottlieb Klopstock kennen, die ihn in seiner dichterischen Berufung bestärkten. Aus der Heirat mit einer Belgierin ging der Gelehrte Charles Auguste Lioult de Chênedollé (1797–1862) hervor. Dank der Intervention der Madame de Staël konnte er 1799 nach Frankreich zurückkehren. Dort verliebte er sich in die Schwester Lucile (1764–1804) seines Freundes Chateaubriand, die ihn zurückstieß, als sie von seiner Verheiratung erfuhr. Im Weiteren machte er sich Louis de Fontanes und Joseph Joubert zu Freunden.
1807 veröffentlichte er sein Lehrgedicht über den Genius des Menschen (in Anlehnung an Chateaubriands Titel Génie du christianisme). 1823–1824 war er Beiträger der Zeitschrift La Muse française. Die Romantiker betrachteten ihn als den ältesten unter ihnen. Sainte-Beuve lobte seine Dichtung.  Castex/Surer kritisierten sie als zu zaghaft, es fehle der große Atem (le souffle est court et l’inspiration timide).

## Werke (Auswahl)
- Le Génie de l’homme. Poëme. 1807, 1812, 1822.
- Études poétiques. 1820, 1822.
- Oeuvres complètes de Charles de Chênedollé. Nouvelle édition précédée d’une notice par Charles-Augustin Sainte-Beuve. Firmin Didot frères, fils et Cie, Paris 1864.